# (952) Гаия
(952) Гаия (Caia) — астероид главного астероидного пояса. Открыт 27 октября 1916 г. российским (советским) астрономом Григорием Неуйминым в Симеизской обсерватории, в Крыму. Астероид был назван в честь героини романа Генрика Сенкевича «Камо грядеши».
Гаия не пересекает орбиту Земли, и делает полный оборот вокруг Солнца за 5,17 Юлианских лет.

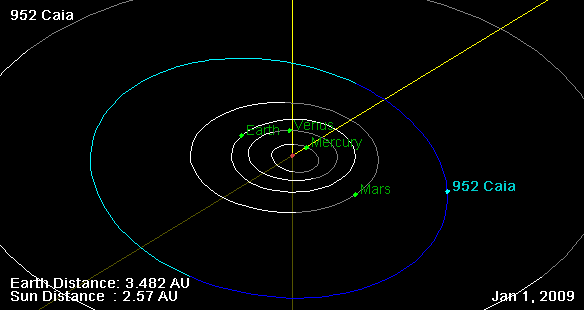
Орбита астероида Гаия, и его положение в Солнечной системе на 01.01.2009 г. Рисунок NASA JPL Small Body Orbit Viewer applet